# Paranormal Activity
Paranormal Activity és una pel·lícula de terror estatunidenca del 2007, dirigida i escrita per Oren Peli. El film situa a la parella principal, Katie i Micah, els quals reben presències de forces sobrenaturals, les quals ja van fer-ho amb Katie quan era petita. Així que Micah decideix comprar una càmera professional per gravar els fenòmens paranormals de la casa. A mesura que avancen els dies les acusacions es van revelant violentament fins al final.
Primerament es volia llençar als cinemes en forma d'una pel·lícula independent fins que Paramount Pictures van comprar-la.
Va estrenar-se al Screamfest Film Festival el dia 14 d'octubre de 2007, i mostrat al Slamdance Film Festival el 18 de gener de 2008. Finalment, el film va ser estrenat mundialment el 16 d'octubre de 2009. Van aconseguir 108 milions de dòlars entre tot Estats Units i 194 milions entre tot el món.

## Argument
Katie i Micah es muden a una casa a San Diego (Califòrnia). És 2006 i Micah ha comprat una càmera per aconseguir captar els fenòmens paranormals que volten al voltant de Katie. Després d'una o dues nits, la parella decideix optar per rebre l'ajuda d'un psíquic, Dr. Fredrichs, el qual els explica que seria possible que un dimoni, no un fantasma, els estigues vigilant i perseguint. Katie, preocupada, veu com, gravació rere gravació, les amenaces comencen a anar a pitjor i Micah decideix parar trampes al dimoni però la cosa va empitjorant.

## Repartiment
- Katie Featherston: Katie
- Micah Sloat: Micah
- Mark Fredrichs: Dr. Fredrichs
- Amber Armstrong: Amber
- Ashley Palmer: Diane

## Producció
Peli va parlar sobre el film, admetent que ell sempre tenia por dels fantasmes. Així que va restaurar la casa per poder filmar-la. Va decidir que els fenòmens passessin de nit, perquè "quan tu estàs dormint no saps el que pot passar al teu voltant" i finalment, va decidir gravar el film amb una càmera de vídeo. Es va fer aquesta tècnica perquè semblés que l'acció havia passat de veritat i fer por al públic. En semblar molt real, el film va espantar a molta gent, ja que podia donar la sensació que allò potser ho havia viscut alguna persona.
No hi ha gens de música ni efectes, ni res que pugui afectar els dubtes del públic de si allò a passat de veritat o no ha passat.